# Le Diamant
Le Diamant is een gemeente in Martinique en telde 5.511 inwoners in 2019. De oppervlakte bedraagt 27,34 km². Het ligt ongeveer 14 km ten zuiden van de hoofdstad Fort-de-France.

## Geschiedenis
In de 4e eeuw was het gebied bewoond door Taíno inheemsen. De Taíno werden later verdreven door de Cariben. Na de ontdekking door Columbus werd Le Diamant gebruikt door piraten. In de tweede helft van de 17e eeuw werd het dorp gesticht en plantages opgericht. In 1716 werd besloten door de gouverneur dat er geen nieuwe suikerfabriek mocht worden gebouwd bij Le Diamant om overproductie te verkomen. De planters organiseerden de Gaoulé revolutie. Gouverneur la Garenne en zijn adjudant werden uitgenodigd voor een feest, maar werden gevangengenomen en op een schip naar Frankrijk gezet.
In 1804 volgde een zeventien maanden durend gevecht tussen het Verenigd Koninkrijk en Frankrijk om Rocher du Diamant, een klein rostpuntje voor de kust waarmee de zeeroutes kunnen worden bewaakt. In 1925 vonden de rellen plaats na een vermeende verkiezingsfraude. Kolonel de Coppens, de eigenaar van de rumdestilleerderij, won de verkiezing en niet de socialistische partij. Tijdens de rellen werd de kolonel vermoord. Médard Haribot werd gearresteerd en werd tot levenslang veroordeeld en naar Frans-Guyana gestuurd. In 1960 keerde hij terug en bouwde Maison du Bagnard waar hij tot zijn dood in 1973 woonde.

## Plage de Diamant
Plage de Diamant is een zwartzandstrand bij Le Diamant. Het is het langste strand van Martinique met een lengte van 3 km. Het water is wild en niet geschikt om in te zwemmen, maar is populair bij surfers. Rocher du Diamant ligt op een afstand van ongeveer 2 km van het strand.

## Mémorial Cap 110

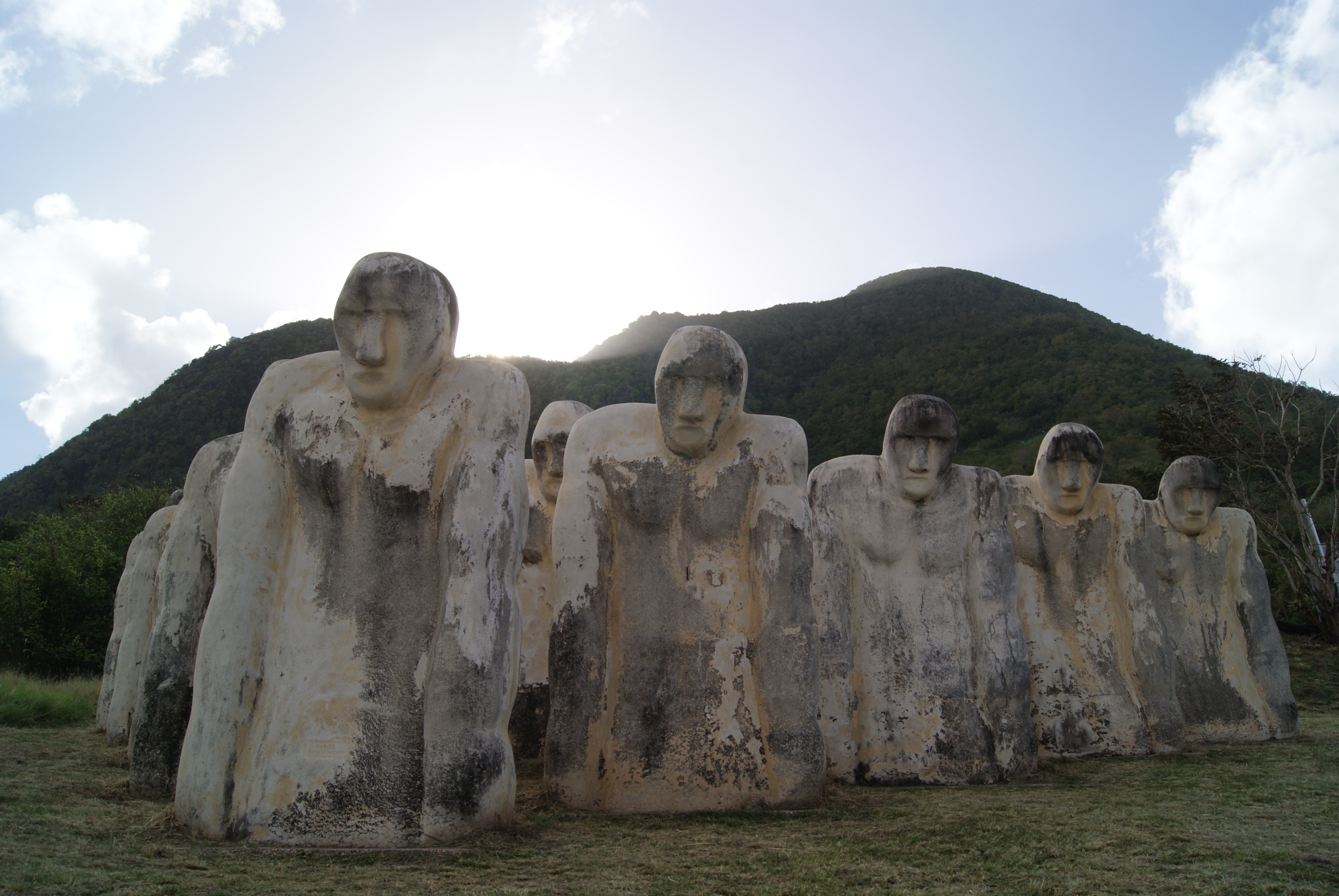
Standbeelden van Mémorial Cap 110

Mémorial Cap 110 of Mémorial de Anse Caffard is een serie standbeelden op Anse Caffard, een strand ten westen van Le Diamant dat aansluit aan Plage de Diamant. Het werd in 1998 opgericht ter herdenking van de afschaffing van de slavernij in 1848. Bij Anse Caffard verging op 8 april 1830 een schip op ongeveer 300 slaven. De slavenhandel was in 1817 verboden verklaard. Uit het schip konden nog 86 slaven (26 mannen en 60 vrouwen) gered worden. De beelden staan op een hoek van 110 graden en wijzen naar de Golf van Guinee waar de slaven vandaan kwamen.

## Galerij

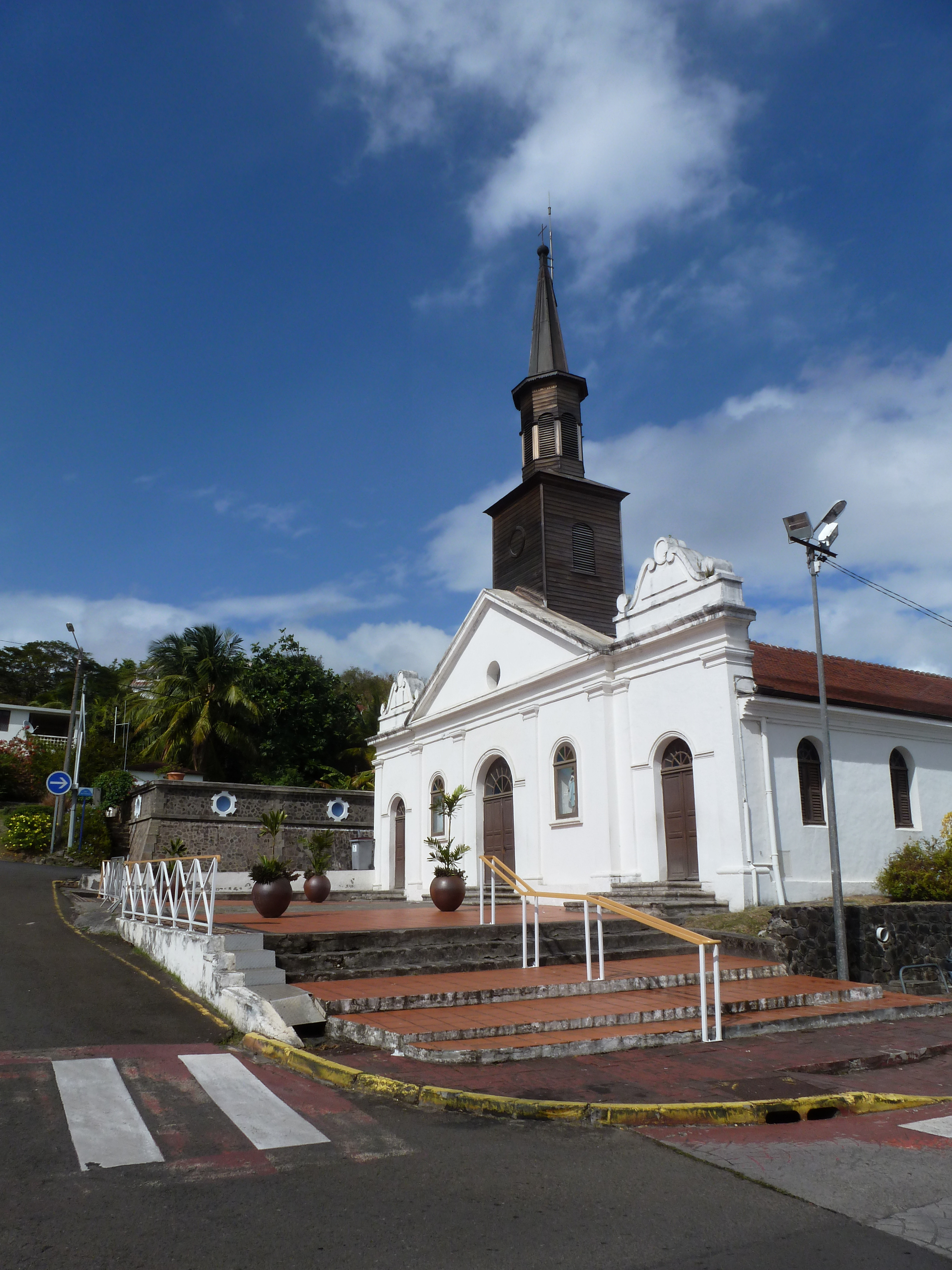
Kerk van St. Thomas
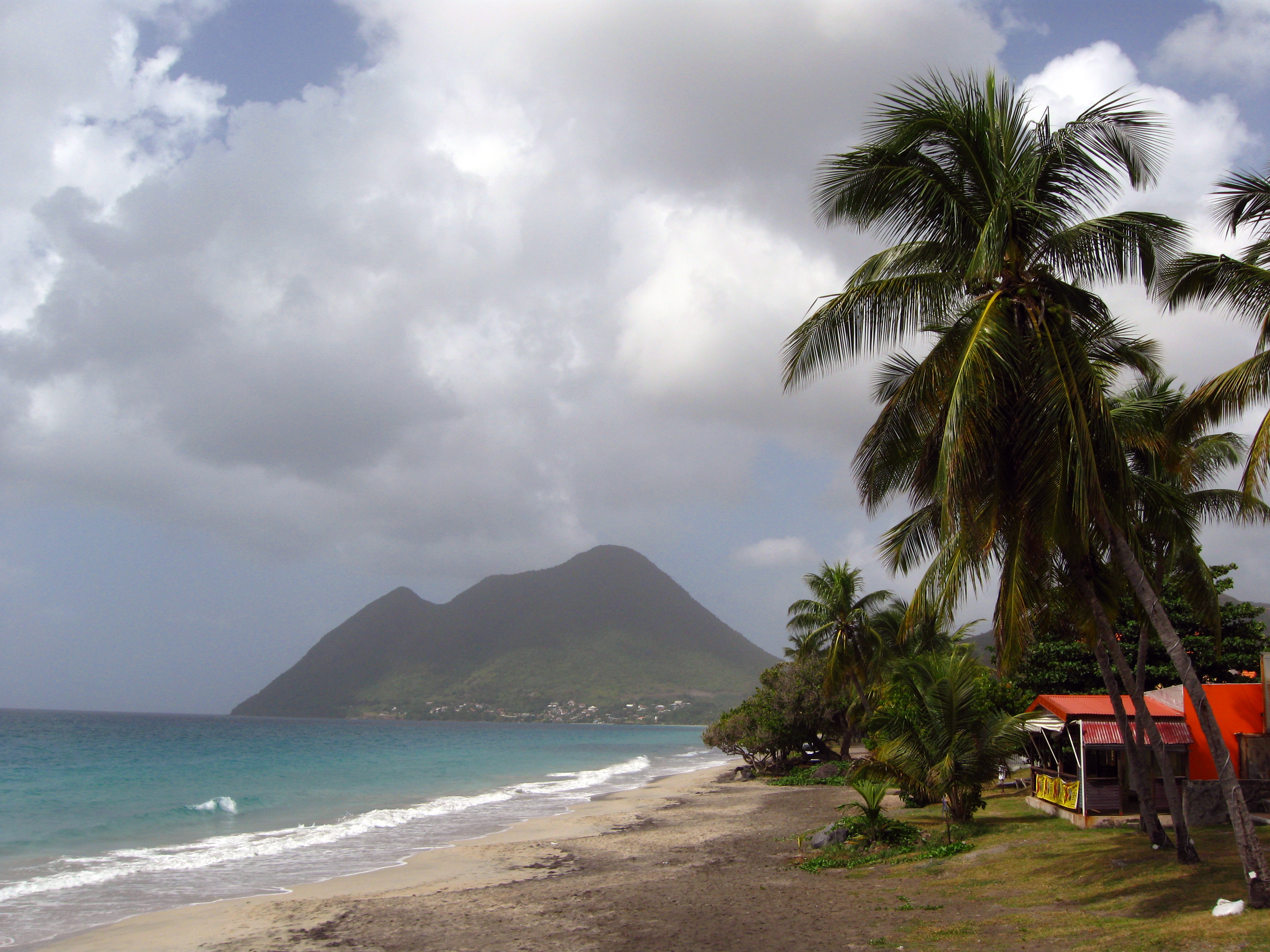
Plage de Diamant met Morne Larcher op de achtergrond
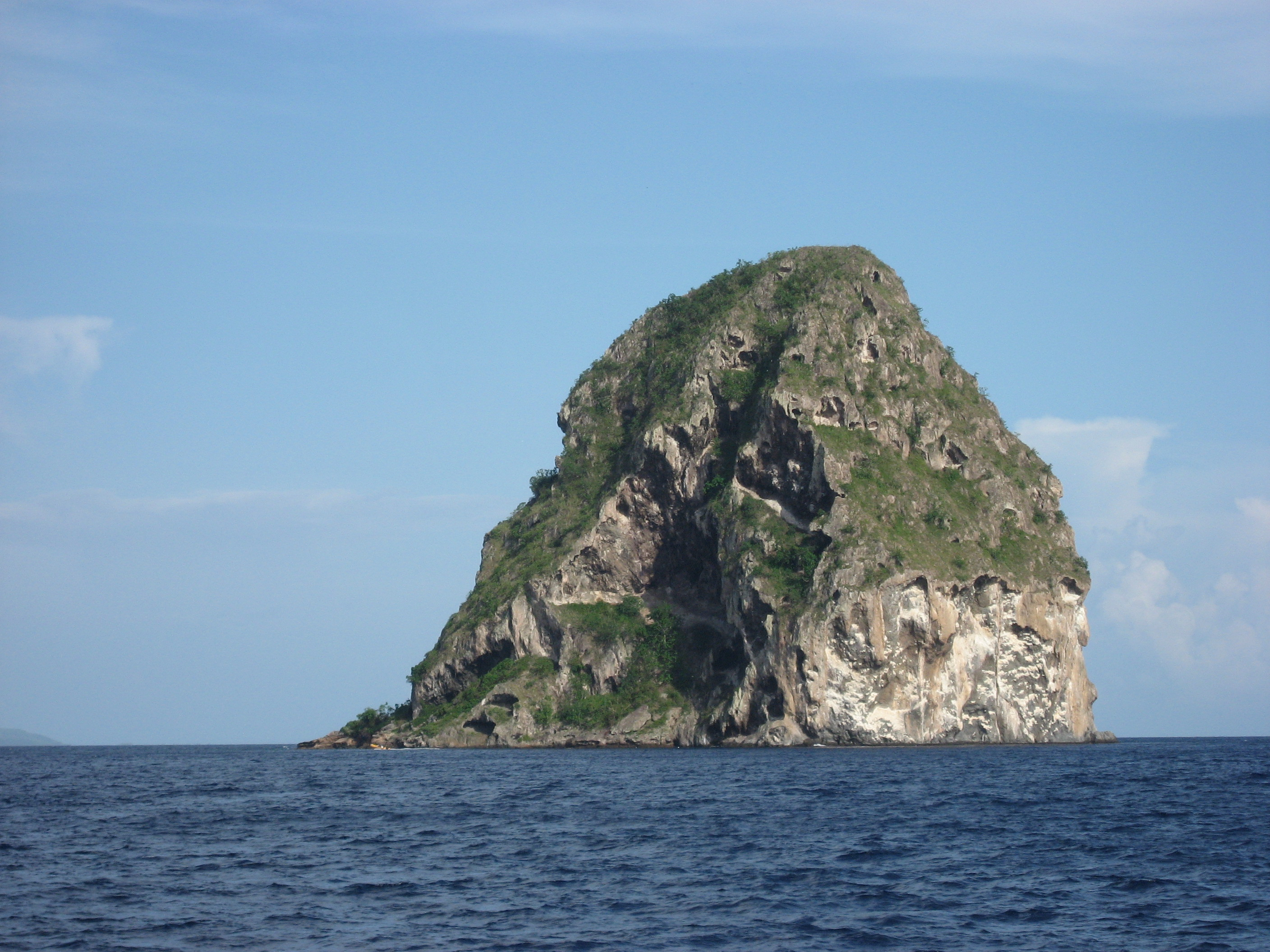
Rocher du Diamant
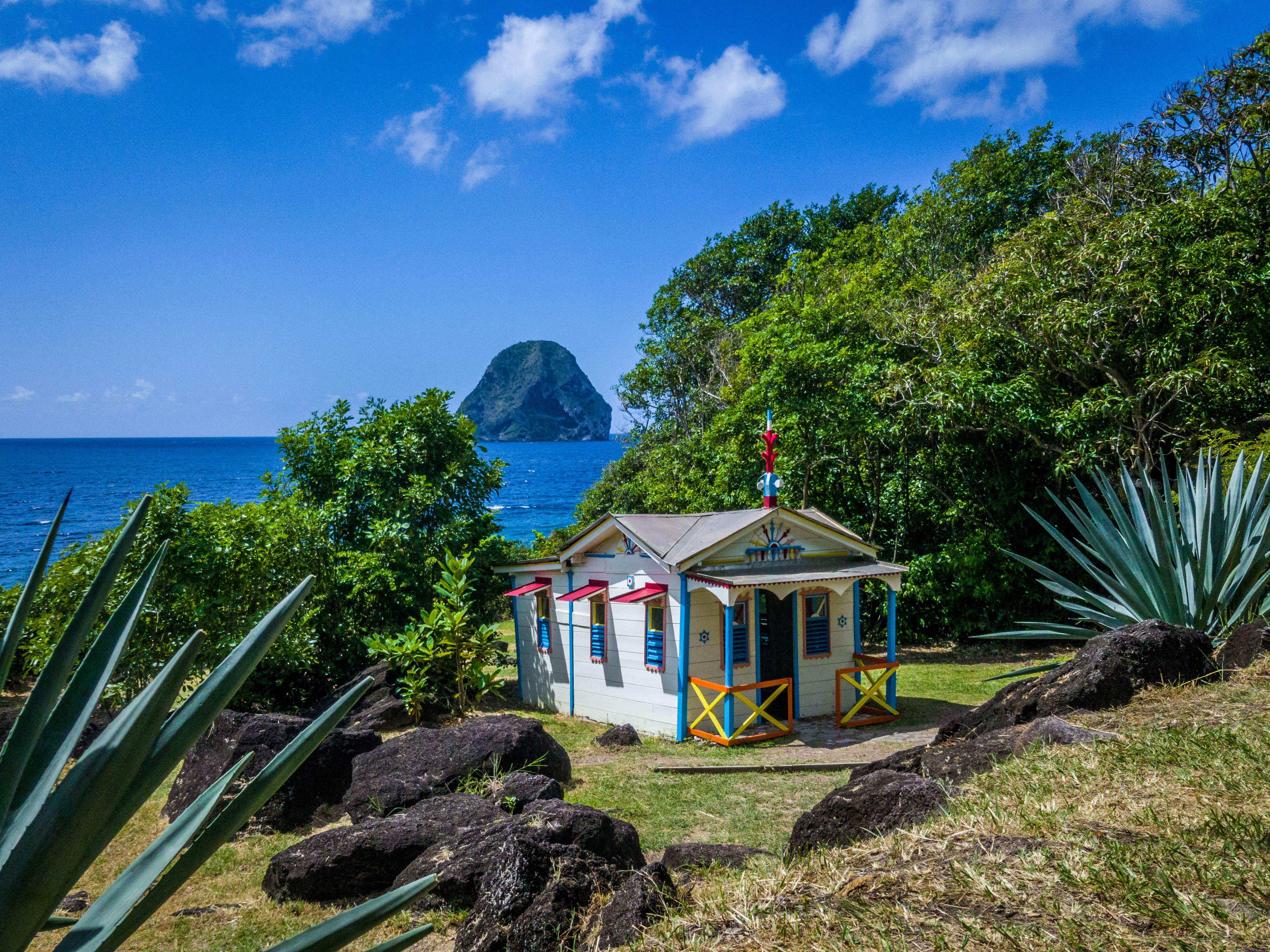
Maison du Bagnard

- Bibliothèque nationale de France: cb12226898d (data)
- Virtual International Authority File: 147144648688447079693
- WorldCat: E39PBJm4RDDTBkQgYKm7hxc773

L'Ajoupa-Bouillon · Les Anses-d'Arlet · 
Basse-Pointe · Bellefontaine · 
Le Carbet · Case-Pilote · 
Le Diamant · Ducos · 
Fonds-Saint-Denis · Fort-de-France · Le François · 
Grand'Rivière · Le Gros-Morne · 
Le Lamentin · Le Lorrain · 
Macouba · Le Marigot · Le Marin · Le Morne-Rouge · Le Morne-Vert · 
Le Prêcheur · 
Rivière-Pilote · Rivière-Salée · Le Robert · 
Saint-Esprit · Saint-Joseph · Saint-Pierre · Sainte-Anne · Sainte-Luce · Sainte-Marie · Schœlcher · 
La Trinité · Les Trois-Îlets · 
Le Vauclin